# Fender Marauder
A Fender Marauder egy elektromos gitár prototípus, melyet az amerikai Fender hangszercég 1965–66-ban készített két verzióban. Az első típus hangszedői el voltak rejtve a koptatólap alá, míg a második típus hangszedői már a hagyományokhoz hűen a testen kaptak helyet. A kettes típus a Stratocasterhez hasonlóan három darab egytekercses hangszedővel rendelkezett. A hangszer összesen hét kapcsolóval és négy szabályzóval rendelkezik, ami annak köszönhető, hogy a Fender mérnökei megpróbálták ötvözni a Stratocasterek használhatóságát, a Jaguarok változatos beállítási lehetőségeivel.
A gitár soha nem jutott túl a prototípus fázison, mivel egyrészt túl drága lett volna az egyes típus sorozatgyártása a rejtett hangszedőkkel, másrészt hasonlóan sokba került volna a kettes verzió újításai miatt szükségessé vált technológia licencelése. Ennek köszönhetően a Marauderből mindössze nyolc darab készült, így ma ez minden idők legritkább Fender elektromos gitárja.
Néhány évvel ezelőtt a Fender Custom Shop készített egy tizenkét húros marauder változatot, de ez a modell csak nevében emlékeztetett a Marauderre: sokkal kevesebb kapcsolója, sőt eltérő testformája volt.

## Modern Player széria
A Fender Modern Player szériában ismét megjelent a típus, kisebb, nagyobb változtatásokkal, mint a prototípusa.